# 張觀 (常州)
张观（?—?），字仲宾，宋朝常州毗陵县（今江苏省常州市）人。
南唐时张观已考中进士，后投靠北宋擔任彭原主簿、兴元府掾、鸡泽主簿、忠武掌书记、观察判官、监察御史、桂阳监使、广南西路转运使。後來因为向朝廷匯報交州黎桓被乱兵所杀以及丁璿复位之事与事实不符，于是张观被弹劾，並在桂州去世。